# Thomas Wils
Pour les articles homonymes, voir Wils.
Thomas Wils, né le 24 avril 1990 à Vosselaar en Belgique, est un footballeur belge qui joue au poste de défenseur central au KFC Sint-Lenaarts.

## Palmarès
- Champion de Belgique de deuxième division en 2010 avec le Lierse SK.

## Vie privée
Thomas Wils est le frère de Stef Wils, également footballeur professionnel et entraîneur .